# Huisstofmijtallergie

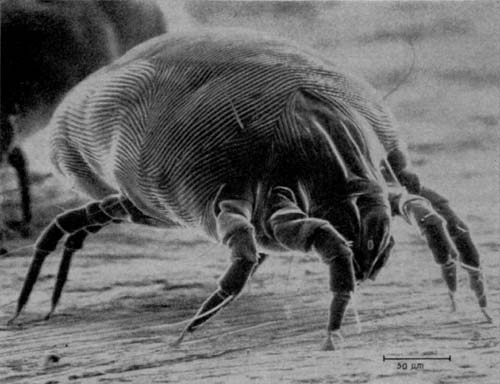
Huisstofmijt

Huisstofmijtallergie is een allergie voor de uitwerpselen en vervellingshuidjes van de huisstofmijt. De huisstofmijt zelf veroorzaakt meestal geen klachten. De huisstofmijt-allergenen komen het meest voor in stofdeeltjes van huisstof, tapijten, beddengoed, meubelbekleding en gordijnen. Deze stofdeeltjes zweven ook in de lucht, vooral in huizen/gebouwen waar slecht wordt schoongemaakt, weinig gelucht wordt en waar veel mensen en/of dieren leven. In vrijwel ieder huis komt de huisstofmijt (en dus ook het bijbehorende allergeen) voor. Voor huisstofmijtallergie-patiënten is het daarom noodzakelijk hun huis op de juiste manier te saneren, waardoor het allergeen zo min mogelijk door de lucht wordt verspreid en zo min mogelijk wordt ingeademd.
Huisstofmijtallergie is een reactie van het afweersysteem, bij personen met een huisstofmijtallergie reageert het afweersysteem ook op onschuldige stoffen zoals mijtuitwerpselen (zie ook: allergie). Sommige personen zijn soms ook allergisch voor de ontlasting van andere geleedpotige dieren of insecten zoals kakkerlakken of wandelende takken. Huisstofmijtallergie kan ook samengaan met andere luchtwegaandoeningen zoals astma of chronische bronchitis.
Zoals met de meeste allergieën wordt ook huisstofmijtallergie doorgaans langzaam opgebouwd. Meestal manifesteert de allergie zich tussen het 8e en 25e jaar. De klachten worden minder naarmate men ouder wordt, meestal zijn de klachten na het 40e jaar een stuk minder, en zijn na het 55e jaar 'genezen'. Het komt zelden voor dat de allergie opkomt bij iemand ouder dan 50 jaar.
Een allergie voor huisstofmijt kan in sommige gevallen leiden tot een kruisallergie voor schaal- en weekdieren. Dit op basis van het eiwit tropomyosine. Tropomyosine is een spiereiwit dat zowel in schaaldieren, weekdieren en ook in huisstofmijt voorkomt. Indien men allergisch is voor het tropomyosine in huisstofmijt kan het gebeuren dat men op die manier ook een allergie ontwikkelt voor schaal- en weekdieren.

## Klachten
Huisstofmijtallergie-patiënten hebben bij inademing van het allergeen last van één of meerdere klachten:
- Veelvuldig niezen
- Benauwdheid
- Loopneus
- Verstopte neus
- Rode, soms tranende ogen met jeukend/branderig gevoel
- Drukkend of opgezwollen gevoel in het hoofd
- Hoofdpijn
- Vermoeidheid en lusteloosheid
- gezwollen oogleden
- Kriebelhoest
- Droge keel
- Astma
- Eczeem
- Soms op lange termijn neuspoliepen, oorontsteking of bijholteontsteking

De klachten zijn vaak vooral 's ochtends na het opstaan. Dit komt doordat huisstofmijten vooral graag in bedden leven en veel allergenen in het beddenmatras produceren. In de slaap worden daardoor ook veel allergenen ingeademd.

## Preventie
Men kan een aantal preventieve maatregelen nemen ter preventie van huisstofmijtallergie:
- Temperatuur in de slaapkamer  onder de 18°C houden; de verwarming mag niet te hoog staan
- Vochtigheidsgraad mag niet meer dan 60% bedragen; de slaapkamer dient adequaat verlucht te worden
- Een speciale matrashoes om de huisstofmijt te weren kan helpen
- Het bedlinnen wordt best wekelijks gewassen op 60°
- Omkleden in de slaapkamer wordt afgeraden omdat de huidschilfers die hierbij vrijkomen door de mijten als voeding worden gebruikt. Het is daarom het beste om in de badkamer om te kleden.
- Best worden planten, tapijten, meubilair, gordijnen, pluche beesten en dergelijke uit de slaapkamer geweerd
- Nat poetsen heeft de voorkeur; indien men stofzuigt dient men de stofzuiger van een HEPA filter te voorzien om de allergenen in de stofzuiger te kunnen vasthouden
- Statische doekjes die stof aantrekken kunnen ook gebruikt worden in plaats van een normaal stofdoekje of een nat doekje

## Behandeling
De hoeksteen van de behandeling betreft een nasale glucocorticoïdenspray als dagelijkse onderhoudsbehandeling. Indien deze behandeling onvoldoende soelaas biedt kan een antihistaminicum worden geassocieerd aan de behandeling. Indien adequate preventiemaatregelen genomen zijn en deze behandeling niet zou volstaan kan besloten worden om over te gaan tot immunotherapie voor huisstofmijten.